# جائزة تشارلز هارد تاونز
جائزة تشارلز هارد تاونز هي جائزة علميّة مرموقة في مجال الإلكترونيات الكمومية وفيزياء الليزر.
أنشئت جائزة تشارلز هارد تاونز في عام 1981، وسميت على اسم رائد فيزياء الليزر تشارلز هارد تاونز الحائز على جائزة نوبل في الفيزياء، ويمنحها المجتمع البصري كل عام للعلماء والباحثين الذين لهم إسهامات بارزة في مجالات فيزياء الليزر وبصريات الكم.
كان من بين الفائزين بجائزة تشارلز هارد تاونز منذ إنشائها في عام 1981 العديد من العلماء البارزين الذين حصلوا على جائزة نوبل بعد ذلك مثل جون ل. هول، وكلود كوهين تانودجي، وسيرج هاروش، وآرثر أشكين، وجيرارد مورو.

## الحاصلون على الجائزة
| السنة | اسم الفائز بالجائزة   | سبب الحصول على الجائزة |
| ----- | --------------------- | --- |
| 2021  | ميخائيل لوكين         | لمساهماته النظرية والتجريبية الرائدة في البصريات الكمومية غير الخطية وعلوم وتكنولوجيا المعلومات الكمومية، ولتطويره وتطبيقه أنظمة الكم النانوية للاستشعار. |
| 2020  | توشيكي تاجيما         | لمساهماته الأساسية في فيزياء البلازما الواسعة والجديدة وفيزياء المسرعات القائمة على الليزر، ولتقديم مفهوم تسارع المجال الليزري. |
| 2019  | إلكساندر ل. غايتا     | لمساهماته الأساسية في الضوئيات غير الخطية القائمة على الرقائق، والبصريات غير الخطية في الألياف البلورية الضوئية، والانتشار غير الخطي لنبضات الليزر فائقة القصر. |
| 2018  | بيتر فيتشل            | لإسهاماته في قياس الدقة محدود الكم في أجهزة كشف ليغو المتقدمة مما أدى إلى أول اكتشاف مباشر لموجات الجاذبية. |
| 2017  | أدولف غيسن            | لمساهماته الرائدة في مجال ليزر الحالة الصلبة من خلال اختراع ليزر القرص الرقيق والمساهمات الأساسية فيه. |
| 2016  | روبرت دبليو بويد      | لمساهماته الأساسية في مجال البصريات اللاخطية مثل تطويره لطرق للتحكم في سرعة الضوء، وطرق التصوير الكمي، والمواد البصرية غير الخطية المركبة. |
| 2015  | أورسولا كيلر          | لمساهماتها الأساسية في مجالات الليزر الممتد للأوكتاف، وتكنولوجيا المشط الترددي، وأشعة الليزر فائقة السرعة لأقراص أشباه الموصلات. |
| 2014  | ماساتاكا ناكازاوا     | لمساهماتها الأساسية في علم وتطبيقات البصريات فائقة السرعة وأشعة الليزر ذات النطاق الضيق للغاية. |
| 2013  | غونتر هوبر            | لمساهماته الأساسية في ليزر الحالة الصلبة، وعلى وجه الخصوص تنمية وتطوير وتوصيف مواد الليزر الجديدة استنادًا إلى معدن الانتقال النشط بالليزر وأيونات الأرض النادرة. |
| 2012  | فيليب غرانغير         | لتحقيقه لإنجازات في علم البصريات الكمومية الأساسية، واختراعه وتطويره للأساليب والتقنيات التجريبية والتي قادت إلى ظهور تطبيقات رائدة في المعلومات الكمومية. |
| 2011  | ويلسون سيبيت          | لتحقيق اختراقات رائدة في علوم وتكنولوجيا النبضات الضوئية فائقة القصر بما في ذلك توليد وقياس وتطوير المصادر العملية للتطبيقات في الفيزياء الضوئية والكيمياء الضوئية والطب الضوئي والهندسة والاتصالات.                                                                                             |
| 2010  | أتاك إمام أوغلو       | تقديرًا له على إنجازاته في مجال الشفافية المستحثة كهرومغناطيسيًا، وإسهاماته الرائدة في معالجة المعلومات الكمومية باستخدام النقاط الكمومية. |
| 2009  | جيرارد مورو           | للتطبيقاته الرائدة لليزر عالي الكثافة في الآلات الدقيقة الدقيقة وجراحة العيون والتفاعلات النسبية للمادة الخفيفة. |
| 2008  | روبرت ر. ألفانو       | لمساهماته في اكتشاف والتحقق من توليد الطاقة الفائقة الفائقة وتطوير ليزر الحالة الصلبة القابل للانضغاط القائم على الكروم رباعي التكافؤ. |
| 2007  | سيرجي هاروشي          | لتجاربه الرائدة في الديناميكا الكهربية للكم التجويفي بدءًا من ملاحظة الإشعاع الفائق المسبب لإطلاق مازر الفوتون المزدوج، ووصولاً إلى القياسات غير المدمرة للفوتونات، وفك تماسك قطط شرودنغر. |
| 2006  | أوراتسيو سفيلتو       | لعمله الرائد على نبضات الليزر فائقة القصر وأشعة الليزر ذات الحالة الصلبة، ولاختراعه ضاغط الألياف المجوفة الذي أدى إلى تطورات في علم البصريات اللاخطية المتطرفة وعلوم الأتوثانية. |
| 2005  | بول كوركم             | لمساهماته الرئيسية في فهم فيزياء الذرات والجزيئات في مجالات الليزر المكثفة وتطبيق هذه الأفكار على تقنيات القياس فائقة السرعة. |
| 2004  | إيريش ب. إيبن         | لمساهماته العديدة والرائدة والمستمرة في العلوم والتكنولوجيا فائقة السرعة والبصريات غير الخطية الأساسية. |
| 2003  | ديفيد ك. حنا          | لمساهماته الأساسية في تطوير مصادر الضوء المتماسكة والريادة داخل مجتمع البصريات في جميع أنحاء العالم. |
| 2002  | تشارلز ف. شانك        | لتطويره لأشعة الليزر فائقة القصر من الأشعة تحت الحمراء القريبة إلى الأشعة السينية، وتطبيقها على مشاكل المادة المكثفة في الكيمياء والفيزياء والبيولوجيا. |
| 2001  | أ. ديفيد بوكنغهام     | للعديد من المساهمات النظرية والتجريبية في علم البصريات الكهربية والبصريات المغناطيسية، بما في ذلك اختراع وتطبيق طريقة مباشرة لقياس العزوم الكهربائية الجزيئية الرباعية. |
| 2000  | ريتشارد ج. بروير      | لمساهماته البارزة في البصريات الكمومية، والتي تتميز بالأصالة والتنوع والتفاعل بين النظرية والتجارب الذكية لتوضيح المشكلات الأساسية للمراحل الضوئية المتماسكة باستخدام الذرات والجزيئات والمواد الصلبة والأيونات المحاصرة.                                                                        |
| 1999  | تشارلز هـ. هنري       | لمساهمات الأساسية في فهم الخصائص البصرية للآبار الكمومية وأشباه الموصلات والتقنيات الضوئية المتقدمة. |
| 1998  | مارلان أ. سكالي       | لدوره في وضع الأساس النظري لعلوم الليزر والليزر الإلكتروني الحر والليزر بدون انعكاس. |
| 1997  | لين ف. مولناور        | لمساهماته الرائدة في مجال البصريات فائقة السرعة في نظام الطول الموجي 1.5 ميكرومتر، وإثبات انتشار السوليتون البصري في الألياف، وتطوير أنظمة السوليتون المبتكرة التي سجلت أرقامًا قياسية للنقل عالي الكثافة وغير المكرر للبيانات.                                                                   |
| 1996  | تشونغ ليانغ تانغ      | للتقدم البارز والرائد الذي أحرزه في مجال البصريات غير الخطية وفيزياء الليزر. |
| 1995  | إيفان ب. كامينوف      | لقيادته المتميزة ومساهماته في مجال الإلكترونيات الكمية على مدار الأربعين عامًا الماضية، والتي تشمل الريادة في اختراع وتطوير أدلة موجية LiNb03 المنتشرة بالتيتانيوم والابتكارات الثورية في المغيرات الكهروضوئية.                                                                                   |
| 1994  | جوزيف هـ. إيبرلي      | لمساهماته في الفيزياء البصرية النظرية، وعلى وجه الخصوص عمله لإكتشاف آلية انتشار النبضات المتماسكة والخطوة الفائقة، ونظرية الإشعاع الذري، والديناميكا الكهربية للكم التجويفي، وظواهر المجال المكثف متعدد الفوتونات.                                                                               |
| 1993  | كلود كوهين تنودجي     | لإسهاماته في الضخ البصري وتطويره لطريقة ذرة الملابس لوصف التفاعلات الكهرومغناطيسية مع المادة. |
| 1992  | نيك هولونياك          | لمسيرته المهنية في مجال الإلكترونيات الكمومية، ولا سيما مساهماته في المصادر شبه الموصلة للضوء. |
| 1991  | إلياس سنتسر           | لمساهماته الرائدة في ليزر الحالة الصلبة والألياف الضوئية، وعلى وجه الخصوص ليزر نيوديميوم وزجاج الإربيوم، وهو أول ليزر من الألياف البصرية، ولإسهاماته المبتكرة في مضخمات الألياف الضوئية وليزر الألياف البصرية.                                                                                   |
| 1990  | هربرت فالثر           | لإسهاماته الأساسية في الإلكترونيات الكمومية للذرات والجزيئات. |
| 1989  | دانييل جوزيف برادلي   | لمساهماته الرائدة في مجالات البصريات اللاخطية وفيزياء الليزر الصبغي وتوليد النبضات الضوئية فائقة القصر واكتشافها. |
| 1988  | آرثر أشكين            | لعمله الإبداعي والتجريبي والنظري الرائد، والبدء في دراسة ضغط إشعاع الليزر مع استمرار مساهماته الاستثنائية. |
| 1987  | هيرمان أ. هاوز        | لتحليله لضوضاء الليزر، وتطوير ليزر أشباه الموصلات المقفل النمط، ولمساهماته في فهمنا لتفاعلات الدليل الموجي غير الخطي. |
| 1986  | يوين رون شين          | لمساهماته الرائدة والمستمرة في مجال البصريات اللاخطية. |
| 1985  | ستيفن إي هاريس        | لمساهماته في تطوير تقنيات لتوليد الأشعة فوق البنفسجية والأشعة السينية. |
| 1984  | بنيامين ب. شيبوتايف   | تقديراً لجهودهما الرائدة المستقلة، ولمساهماتهما المستمرة في مجال قياسات الليزر، والتحليل الطيفي عالي الدقة، ومصادر الليزر فائقة الاستقرار. |
| 1984  | جون ل. هال            | تقديراً لجهودهما الرائدة المستقلة، ولمساهماتهما المستمرة في مجال قياسات الليزر، والتحليل الطيفي عالي الدقة، ومصادر الليزر فائقة الاستقرار. |
| 1983  | روبرت و. هيلوارث      | لاختراعه لليزر الكم، والاكتشاف الرمزي لليزر رامان، وشرح ظاهرة التشتت المحفزة، ونظرية اقتران الطور البصري. |
| 1982  | شاندرا كومار ن. باتيل | لمساهماتها الرائدة في الإلكترونيات الكمومية، والتي تتضمن اكتشاف العديد من أنظمة الليزر الغازية، وخاصة ليزر ثاني أكسيد الكربون، واختراعها وتطويرها لليزر رامان المغزلي، دراساتها عالية الدقة للكشف عن التلوث في الغلاف الجوي، ومساهماتها في تقنيات البصريات الصوتية لقياس الامتصاص البصري الصغير. |
| 1981  | جيمس ب. جوردون        | لمساهماتهم في التشغيل الناجح لأول جهاز إلكتروني كمومي، وهو مازر الأمونيا. |
| 1981  | هربرت تسايغر          | لمساهماتهم في التشغيل الناجح لأول جهاز إلكتروني كمومي، وهو مازر الأمونيا. |